# Ленглі (Вашингтон)
Ленглі (англ. Langley) — місто (англ. city) в США, в окрузі Айленд штату Вашингтон. Населення — 1147 осіб (2020).

## Географія
Ленглі розташоване за координатами 48°2′1″ пн. ш. 122°24′29″ зх. д. / 48.03361° пн. ш. 122.40806° зх. д. (48.033664, -122.408061).  За даними Бюро перепису населення США в 2010 році місто мало площу 2,79 км², уся площа — суходіл. В 2017 році площа становила 2,61 км², уся площа — суходіл.

## Демографія
Згідно з переписом 2010 року, у місті мешкало 1035 осіб у 555 домогосподарствах у складі 271 родини. Густота населення становила 371 особа/км².  Було 678 помешкань (243/км²).
Расовий склад населення:
| - 94,1 % — білих - 1,6 % — азіатів - 0,6 % — корінних американців - 0,1 % — вихідців з тихоокеанських островів - 0,1 % — чорних або афроамериканців |

До двох чи більше рас належало 2,8 %. Частка іспаномовних становила 3,2 % від усіх жителів.
За віковим діапазоном населення розподілялося таким чином: 14,0 % — особи молодші 18 років, 57,6 % — особи у віці 18—64 років, 28,4 % — особи у віці 65 років та старші. Медіана віку мешканця становила 57,0 року. На 100 осіб жіночої статі у місті припадало 69,1 чоловіків;  на 100 жінок у віці від 18 років та старших — 66,7 чоловіків також старших 18 років.
Середній дохід на одне домашнє господарство  становив 70 620 доларів США (медіана — 51 591), а середній дохід на одну сім'ю — 92 448 доларів (медіана — 69 135). За межею бідності перебувало 20,4 % осіб, у тому числі 35,3 % дітей у віці до 18 років та 7,3 % осіб у віці 65 років та старших.
Цивільне працевлаштоване населення становило 355 осіб. Основні галузі зайнятості: освіта, охорона здоров'я та соціальна допомога — 21,1 %, науковці, спеціалісти, менеджери — 16,9 %, виробництво — 13,5 %, мистецтво, розваги та відпочинок — 11,8 %.